# Beresławka
Beresławka (ukr. Береславка) – wieś na Ukrainie, w obwodzie kirowohradzkim, w rejonie bobrynieckim. W 2001 roku liczyła 139 mieszkańców.

## Urodzeni
- Lew Trocki